# Toshiba Pasopia 7
Toshiba Pasopia 7 (Pasopia 7) је кућни рачунар, производ фирме Toshiba који је почео да се израђује у Јапану током 1983. године.
Користио је Zilog Z80A као централни микропроцесор а RAM меморија рачунара Pasopia 7 је имала капацитет од 64 kb. 
Као оперативни систем кориштен је опциони CP/M.

## Детаљни подаци
Детаљнији подаци о рачунару Pasopia 7 су дати у табели испод.
|                       |                                                                                                 |
| [ 1 ]                 |                                                                                                 |
| Произвођач            |                                                                                                 |
| Тип                   | кућни рачунар                                                                                   |
| Меморија              | 64                                                                                              |
| Поријекло             | Јапан                                                                                           |
| Година                | 1983                                                                                            |
| Тастатура             | тастатура са пуним помаком тастера, стандард, одвојена нумеричка тастатура и функцијски тастери |
| Процесор              |                                                                                                 |
| Фреквенција процесора | 4                                                                                               |
| RAM                   | 64                                                                                              |
| ROM                   | 48 (32 Basic + 16 Bios)                                                                         |
| Текст                 | 40 x 25 / 80 x 25                                                                               |
| Графика               | 320 x 200 / 640 x 200                                                                           |
| Боја                  | 27                                                                                              |
| Звук                  | 2 гласа, 6 октава                                                                               |
| Димензије             | 420 x 253 x 99,5                                                                                |
| Портови               |                                                                                                 |
| Оперативни систем     | опциони                                                                                         |